# Hololepta plana
Hololepta plana é uma espécie de insetos coleópteros polífagos pertencente à família Histeridae.
A autoridade científica da espécie é Sulzer, tendo sido descrita no ano de 1776.
Trata-se de uma espécie presente no território português.